# Joan III de Jerusalem
Joan III de Jerusalem fou patriarca de Jerusalem del 516 al 524.
Va convocar un concili el 517 o 518 que es va celebrar a Jerusalem i en el qual va participar activament Joan de Capadòcia (Joan II de Constantinoble). Una carta d'aquest patriarca consta al Concilia (vol. v. col. 187, &c., ed. Labbe, vol. viii. col. 1067, ed. Mansi).
Es coneixen dues obres aparentment del mateix autor que van signades per Joan Patriarca de Jerusalem però no està establert a quin dels patriarques correspon, tot i que Oudin les atribueix a Joan III.
Aquestes obres, que tracten de les discussions entre l'església llatina i la ortodoxa, són:
- 1. Ἰωάννου Πατριάρχου τῶν Ἱεροδολύμων λόγος διαλεκτικὺς μετά τινος Λαρίνου φιλοδόφου ὃν ἐποιήδατο ἐν Ἱεροδολύμοις περὶ τῶν ἀζύμων, Joannis Patriarchae Hierosolymitani Disputatio de Azymis, quam is in urbe Hierosolymitana cum philosopho quodam Latino habuit.
- 2. Joannes Patriarcha Hierosolymitanus, de Spirit Sancto o Joannis Patriarchae Hierosolymitani Liber contra Latinos (Catalog. M Storum Angliae et Hiberniae).[1]